# جيسي هاولي (مدير فني)
جيسي هاولي (بالإنجليزية: Jesse Hawley)‏ هو مدير فني أمريكي، ولد في 25 مارس 1887 في سانت بول في الولايات المتحدة، وتوفي في 21 مارس 1946 في أورلاندو في الولايات المتحدة.